# امین‌الضرب

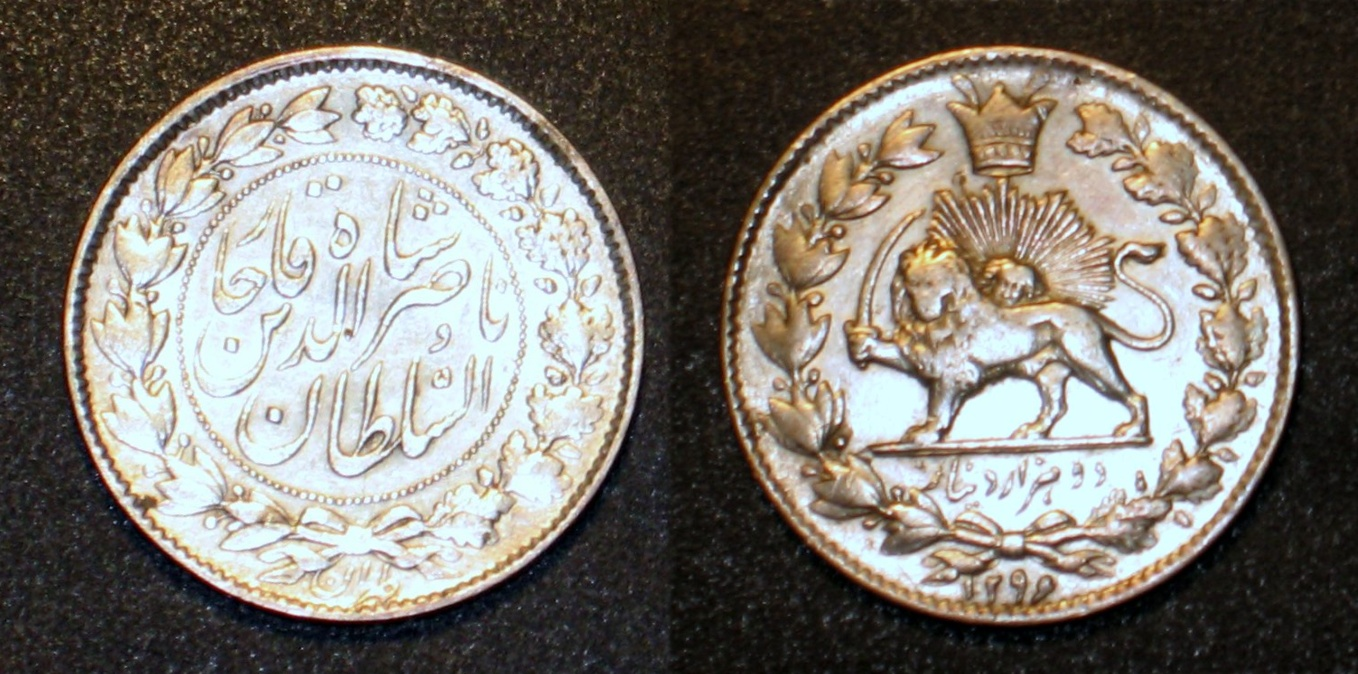
سکه دوران ناصری

امین الضرب لقبی است که به اشخاص بانفوذ که امین پادشاهان و سلاطین در ضرب سکه بوده‌اند می‌گویند و در هر دوره‌ای شخصی که مسئول ضرب سکه رایج کشور می شده است را امین الضرب می‌گفته‌اند.
در لغت‌نامه دهخدا آمده است:
رئیس یا سرپرست ضرابخانه. و بعد از کلمه امین آمده است: (اصطلاح دوره قاجاریه) شخص مورد اعتماد شاه... و غیره.
از معروف‌ترین آن‌ها می‌توان به محمدحسن‌خان اصفهانی، معروف و مشهور به (امین‌الضرب) پدر و محمدحسین امین‌الضرب پسر در دوره قاجار اشاره کرد.
از شخصیت‌های مهم دارای سمت امین‌الضربی میتوان به محمدحسن امین‌الضرب اصفهانی که فنون ضرب سکه را در فرنگ آموخته بود (اولین سرمایه‌گذار صنعتی ایران)، و فرزند وی محمدحسین امین الضرب (سرمایه‌دار و پدر برق ایران) نام برد. محمدحسن از طریق آشنایی با غرب و تجارتخانه‌های اروپایی و امریکایی ایران با شیوه‌های بازرگانی و تجارت آشنا شد و به تشکیل کمپانی پرداخت. آشنایی امین‌الضرب با غرب و تأثیراتی که از آن پذیرفت، موجب شد تا در زمینه‌های جدیدی مثل راه‌آهن و کارخانه نیز سرمایه‌گذاری کند. محمدحسن امین‌الضرب اصفهانی بزرگ‌ترین بازرگان قرن نوزدهم و اولین سرمایه‌گذار صنعتی در ایران و رئیس اتاق بازرگانی تهران بود.

## محمدحسن‌خان اصفهانی (امین‌الضرب)

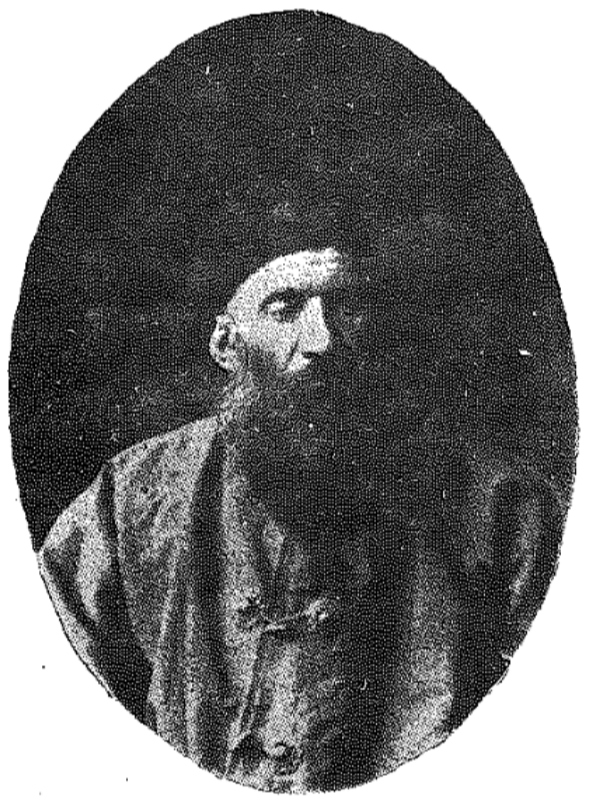
محمدحسن امین‌الضرب

محمدحسن‌خان اصفهانی، یا همان محمدحسن‌خان امین‌الضرب جزو اولین تاجرانی بود که در دوره قاجار با اروپائیان به تجارت مشغول شد. پس از دوستعلی نظام‌الدوله امورات ضرب سکه را به فرمان ناصرالدین شاه به عهده گرفت. در تجارت بسیار موفق بود و اولین کسی بود که به تجارت عتیقه در ایران با فرنگیان پرداخت. به خاطر حرف درباریان و سوء ظن شاه از کار برکنار شد و در اواخر عمر ناصرالدین شاه پذیرای سید جمال‌الدین اسدآبادی در خانه‌اش بود و چند روز قبل از به قتل رسیدن ناصرالدین شاه، میرزا رضای کرمانی چند روزی در خانه ایشان اقامت داشته‌اند.
در تاریخچه اتاق بازرگانی آمده است:
در اواسط سده سیزدهم خورشیدی،  محمدحسن امین الضرب نماینده هیئت تجار تهران توانست با حمایت جمعی از بازرگانان، نظر موافق ناصرالدین شاه را برای تشکیل مجلس وکلای تجار ایران جلب کند و شاه هم در ۱۲ شوال سال ۱۳۰۱ هجری قمری برابر با ۱۲۶۲ خورشیدی اساسنامه این مجلس را تایید کرد. مجلس وکلای تجار ایران که آن را مجلس تجارت هم می‌خواندند، دستگاهی اقتصادی، با صلاحیت حقوقی و شخصیت سیاسی بود.
در کتابی با عنوان سرگذشت پنجاه کنشگر اقتصادی ایران از او به عنوان یکی از افرادی که در دویست سال اخیر تاثیر زیادی بر اقتصاد ایران داشته نام برده شده است. 